# عاشور (عفرين)
عاشور قرية سوريّة تتبع إداريّاً لمحافظة حلب منطقة عفرين ناحية معبطلي، بلغ تعداد سكانها 149 نسمة حسب التعداد السكاني لعام 2004.